# TCG Anadolu
{|
Format:Infobox ship image
Format:Infobox ship career
Format:Infobox ship characteristics
|}TCG Anadolu ( engleză TCG Anadolu  </link> )   este prima navă de asalt amfibie, port-drone și portavion din Marina Turcă . De fapt, această navă aparține clasei portavioane ușoare.    
Numele acestei nave este derivat din cuvântul Anatoly, care se pronunță Anadolu în turcă. Lucrările sale de construcție au început oficial în aprilie 2016 și au fost lansate în 2023.   Această navă a fost construită la cererea forțelor armate turcești, luând în considerare necesitatea de a crește raza operațională a forțelor de infanterie turcă, pentru a permite operațiuni la distanță lungă și sprijin logistic pentru forțele în operațiuni transfrontaliere. Această navă ar trebui să aibă capacitatea de a sprijini drone.   Anadolu servește în prezent ca navă amiral a marinei turce cu o serie de elicoptere .
În 2013, autoritățile turce au decis să comande o nouă navă universală de debarcare pentru marina sa, construită la șantierul naval Sedef Gemi İnșaatı pe baza unui design străin modern. Alegerea a revenit șantierului naval spaniol Navantia, care a oferit proiectarea unei nave din clasa Juan Carlos I[2]. În mai 2015, ambele șantiere navale au semnat un acord de lucru în comun. Partea spaniolă a furnizat proiectul, a oferit suport tehnic și urmează să furnizeze elemente de echipamente, inclusiv sistemul de propulsie și sistemul de management al unității[3]. Implicarea industriei turce în proiect este estimată la 68%[1].
La 30 aprilie 2014, cu participarea președintelui Recep Erdoğan, a început ceremonios tăierea tablei pentru construcția navei[4]. Chila a fost pusă oficial pe 7 februarie 2018[1]. A primit numele „Anadolu” (de la numele turcesc pentru Anatolia)[1]. Pe 4 mai 2019, unitatea a fost lansată dintr-un doc uscat fără nicio ceremonie[5]. Înainte de aceasta, pe 30 aprilie 2019, un incendiu a izbucnit în partea de prova a navei, dar nu a întârziat lansarea[5].
1. ↑  „TCG Anadolu envantere girmeye hazırlanıyor”. SavunmaSanayiST.com. 21 noiembrie 2019.
2. ↑  „Türkiye'nin ilk uçak gemisi TCG Anadolu'da test süreci bașladı”. Turksail.com. 2 februarie 2020.
3. ↑  „Turkey Started the Construction of its future LHD TCG Anadolu”. Navy Recognition. 2 mai 2016.
4. ↑  „The Construction Of The Multipurpose Amphibious Assault Ship TCG Anadolu Has Started”. Bosphorus Naval News. 2 mai 2016.
5. ↑  „First steel cut for Turkish LHD ship”. Naval Today. 3 mai 2016.
6. ↑  „Technical specifications of TCG Anadolu (L-400)”. Turkishnavy.net. 2 mai 2016.[nefuncțională]
7. ↑  „Turkey's TCG Anadolu to allow drones to land, takeoff in global 1st”. 25 martie 2021.
8. ↑  http://www.navyrecognition.com/index.php/news/defence-news/2016/may-2016-navy-naval-forces-defense-industry-technology-maritime-security-global-news/3907-turkey-started-the-construction-of-its-future-lhd-tcg-anadolu.html "Turkey Started the Construction of its future LHD TCG Anadolu".
9. ↑  SABAH, DAILY (25 martie 2021). „Turkey's TCG Anadolu to allow drones to land, takeoff in global 1st”. Daily Sabah (în engleză). Accesat în 11 mai 2021.
10. ↑  https://turkishnavy.net/2016/05/02/the-construction-of-the-multipurpose-amphibious-assault-ship-tcg-anadolu-has-started/ "The Construction Of The Multipurpose Amphibious Assault Ship TCG Anadolu Has Started".